# Compsobuthus acutecarinatus
Compsobuthus acutecarinatus ist eine Skorpionart aus der Familie der Buthidae. Das kleine Verbreitungsgebiet ist auf den Jemen und Oman beschränkt. 

## Merkmale
C. acutecarinatus zählt mit einer Gesamtlänge bis 50 mm zu den großen Arten der Gattung Compsobuthus. Das Prosoma ist gelblich, deutlich gekielt und mittelstark granuliert, die Augenumgebung ist schwärzlich. Das Mesosoma ist kräftig granuliert und dunkelgelb bis rötlich braun, die deutlich ausgeprägten Kiele sind dunkler. Beine, Pedipalpen und der größte Teil des länglichen Schwanzes (Metasoma) sind gelblich, die vorderen zwei Drittel des fünften Schwanzgliedes (Tergit) sind deutlich abgesetzt dunkel rötlich braun. Giftblase und Basis des Giftstachels sind gelblich, die Stachelspitze ist braun. Die Pedipalpen und die Scherenhände (Chela mani) sind schmal und lang. Die Schneidekanten sowohl des festen wie des beweglichen Fingers weisen 9 bis 11 Zähnchenreihen auf. Das Pecten hat beim Weibchen 20–23, beim Männchen 27–29 Zähne.

## Verbreitung, Lebensraum und Lebensweise
Das kleine Verbreitungsgebiet ist auf den Jemen und Oman beschränkt. C. acutecarinatus bewohnt aride Habitate wie Halbwüsten und Wüsten und hält sich tagsüber in Sand, Erde oder unter Steinen auf. Die Art ist für den Menschen nicht ungefährlich.